# 7. kongres Občanské demokratické strany
7. kongres ODS se konal 7. - 8. prosince 1996 v Brně.

## Dobové souvislosti a témata kongresu
Kongres se konal po sněmovních volbách na jaře 1996 a senátních volbách na podzim téhož roku. Výsledek sněmovních voleb sice umožnil vznik druhé vlády Václava Klause, ale koalice ztratila většinu a musela se opírat o dohodu s ČSSD. V důsledku nepřesvědčivého volebního výsledku rezignoval výkonný místopředseda Libor Novák, který byl zároveň garantem volební kampaně. Okolo jeho postu se rovněž objevily náznaky nesrovnalostí v účetnictví strany. V srpnu 1996 Josef Zieleniec v rozhovoru pro média konstatoval, že ODS se musí více „rozkročit“ a že by neměla „znít jedním hlasem.“ Václav Klaus a jeho stoupenci tento názor odmítli a následující týdny se tyto otázky v ODS intenzivně řešily. 12. srpna o tom jednala Výkonná rada, přičemž na stranu Zieleniece se postavil Ivan Pilip, v mírnější podobě i Jan Stráský. Jako kritik vedení ODS a volební kampaně se tehdy profiloval Miroslav Macek.
Vlastní kongres uložil Výkonné radě, aby utvořila pracovní skupinu pro vyhodnocení zkušeností s činností regionálních sdružení ODS, vedení ODS a ministru zdravotnictví pak kongres uložil maximálně urychlit systémové změny ve zdravotnictví. Rozhodl také pověřit jednoho z místopředsedů navázáním trvalého kontaktu s představiteli ODS v místních samosprávách. Strana také měla zřídit odborné komise coby garanty jednotlivých částí politického programu ODS. V personální rovině kongres potvrdil ve vedení strany Václava Klause, který ovšem získal 81 % hlasů delegátů, což bylo méně než v dosavadní historii strany. Naopak Josef Zieleniec získal silnou podporu na místopředsednickém postu. V mnoha projevech na kongresu zaznívaly teze o nutnosti změny. Post výkonného místopředsedy byl zrušen, do místopředsednické pozice se vrátil Miroslav Macek a nově na ni nastoupil Ivan Pilip z bývalé Křesťanskodemokratické strany sloučené s ODS.

## Personální složení vedení ODS po kongresu
- Předseda - Václav Klaus
- Místopředsedové - Miroslav Macek, Ivan Pilip, Jan Stráský, Josef Zieleniec
- Výkonná rada ODS -  Václav Benda, Miroslav Beneš, Petr Hapala, Robert Kolář, Ladislav Kutík, Dagmar Lastovecká, Petr Nečas, Pavel Pešek, Ivan Pištora, Tomáš Ratiborský, Ludvík Rösch, Jan Sobotka, Přemysl Sobotka, Vlastimil Tlustý, Evžen Tošenovský, Stanislav Volák, Miloš Vystrčil, Vladimír Zeman[5]